# 惠州市中心人民医院

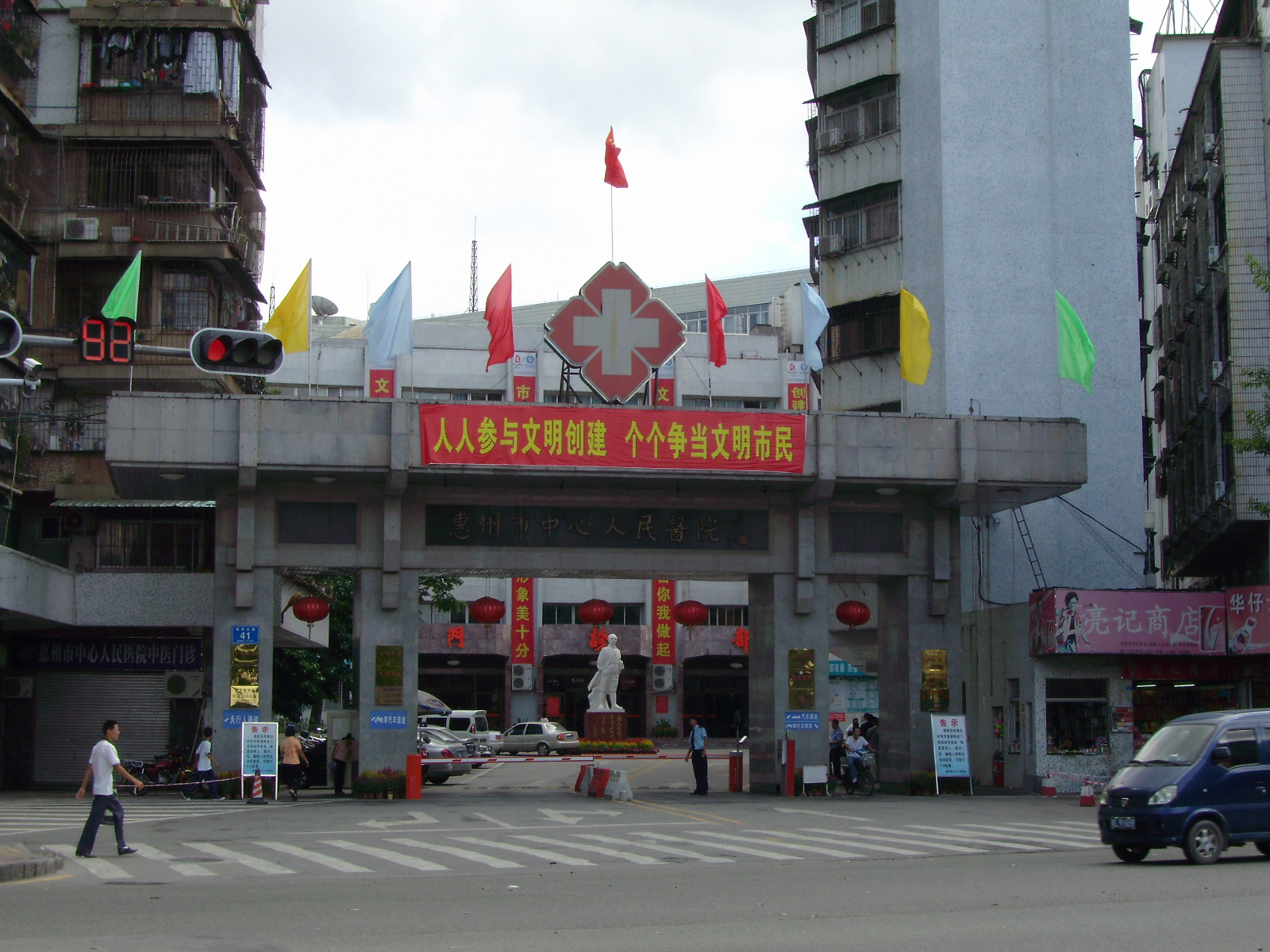
惠州中心医院院本部正门

惠州市中心人民医院当地简称“中心医院”，位于广东省惠州市惠城区鹅岭北路41号，于1950年2月创办，其前身是中国人民解放军粤赣湘边纵队白云医院的留守人员和医训班毕业人员组建的东江医院。而由于惠州行政区域曾多次发生变动，故医院曾多次更名。分别为：东江区中心卫生院、粤东区第四人民医院、粤东区第三人民医院、惠阳专区人民医院、惠阳地区人民医院。1988年，惠州“撤地建市”后医院遂改用现名。
医院占地面积10.004万平方米，在职员工总数2124人，其中高级职称专家371人，医学博士9人，硕士研究生导师6人，享受国务院国务院特殊津贴专家3人。
惠州市中心人民医院在惠城区下埔横江四路8号、惠州火车站北侧和惠城区江北22号小区开设第一分院、第二分院及江北院区。第一、第二分院是在原惠州中心人民医院南坛分院、铁路医院改建而成，江北院区则是投资2.43亿元人民币新建的分院，2008年9月开始试业，计划在2008年内正式开业。
惠州市中心人民医院是广东医科大学附属惠州中心医院。同时也是被卫生部评定的三级甲等医院。